# Blodfetter
Blodfetter avser de fetter, som finns i blod. Fetterna kommer både från maten och bildas i kroppen. Höga halter av vissa blodfetter är förenade med en ökad risk för åderförkalkning. De viktigaste blodfetterna är kolesterol och triglycerider.
Blodfettern kallas även lipider och består av triglycerider, fosfolipider och steroider. Triglycerider är kroppens energiförråd. Steroider (främst kolesterol) och fosfolipider är viktiga beståndsdelar i cellmembranet. Kolesterol är en typ av steroid som har många viktiga funktioner i kroppen. 
I kroppen transporteras fettet till och från cellerna i lipoproteiner. Lipoprotein delas in i fyra typer beroende på deras densitet, men skiljer sig åt i flera avseenden, bland annat vilken typ av fetter och vilken typ av protein (apolipoprotein) de innehåller.
För höga halter av vissa blodfetter är en av de viktigaste riskfaktorerna för hjärtkärlsjukdom genom att det bidrar till uppkomsten av åderförkalkning. När man undersöker blodfetter i sjukvården mäter man halterna av kolesterol och triglycerider med hjälp av ett blodprov. Kolesterolet bestäms genom att mäta kolesterolinnehållet i de olika lipoproteinerna var för sig, eftersom de olika de har olika påverkan på åderförkalkningsprocessen. Det som rutinmässigt mäts är mängden triglycerider (TG), LDL-kolesterol (även kallat det "onda" kolesterolet), HDL-kolesterol (även kallat det "goda" kolesterolet) samt total-kolesterol. I vissa fall kan man komplettera undersökningen med att även mäta Lipoprotein a (LP[a]) samt apolipoprotein B (ApoB).
Huruvida blodfetterna behöver behandlas med blodfettsänkande läkemedel beror i första hand på patientens riskfaktorer för hjärtkärlsjukdom. Om risken bedöms hög är rekommendationen att börja behandling oavsett resultatet av blodproverna. I andra fall beror valet av behandling på en kombination av riskfaktorer samt kolesterol- eller triglyceridnivåer i blodet.